# هومستید (اورگن)
هومستید (به انگلیسی: Homestead) یک منطقهٔ مسکونی در ایالات متحده آمریکا است که در اورگن واقع شده‌است. هومستید ۵۳۰٫۹۷ متر بالاتر از سطح دریا واقع شده‌است.